# 豐田系統交流道
豐田系統交流道（日语：／ Toyoda jan kushon）是位於愛知縣豐田市的東名高速道路與伊勢灣岸自動車道之系統交流道。為全日本唯一一個半渦輪式系統交流道結構。

## 連接道路
- 東名高速道路
- 伊勢灣岸自動車道

## 历史
- 1968年4月25日 - 東名高速道路小牧IC至岡崎IC開通。
- 2003年3月15日 - 東名高速道路豐田JCT至豐田東IC開通，此系統交流道也同時啟用。
- 2004年12月12日 - 伊勢灣岸自動車道豐田JCT至豐田南IC開通，東名高速道路豐田JCT至豐田東IC編入為伊勢灣岸自動車道路段。

## 鄰近設施
東名高速道路
(19)岡崎IC - (19-1)豐田JCT - 上鄉SA - (20)豐田IC
伊勢灣岸自動車道
(2)豐田東IC - (19-1)豐田JCT - (3)豐田南IC

## 相關項目
- 日本交匯處一覽

## 外部連結
- 中日本高速道路(東名高速)（页面存档备份，存于）（日語）